# Okręg wyborczy Cunningham
Okręg wyborczy Cunningham (ang. Division of Cunningham) – jednomandatowy okręg wyborczy do Izby Reprezentantów Australii, położony na wybrzeżu Nowej Południowej Walii, na południe od Sydney. Został utworzony w 1949 roku, a jego patronem jest podróżnik i odkrywca Allan Cunningham. Historycznie w okręgu zawsze wygrywały ugrupowania lewicowe. W roku 2002 byli to Australijscy Zieloni, a we wszystkich pozostałych wyborach Australijska Partia Pracy.

## Lista posłów
| okres urzędowania | poseł          | przynależność             |
| ----------------- | -------------- | ------------------------- |
| 1949–1956         | Billy Davies   | Australijska Partia Pracy |
| 1956–1963         | Victor Kearney | Australijska Partia Pracy |
| 1963–1977         | Rex Connor     | Australijska Partia Pracy |
| 1977–1993         | Stewart West   | Australijska Partia Pracy |
| 1993–2002         | Stephen Martin | Australijska Partia Pracy |
| 2002–2004         | Michael Organ  | Australijscy Zieloni      |
| od 2004           | Sharon Bird    | Australijska Partia Pracy |

źródło:

## Dawne granice

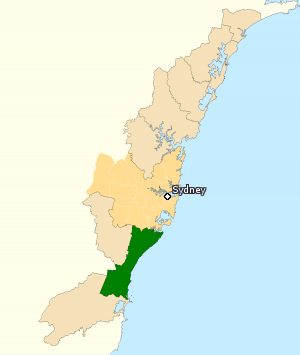
Okręg w granicach z 2010 roku